# 苏赫巴托尔墓

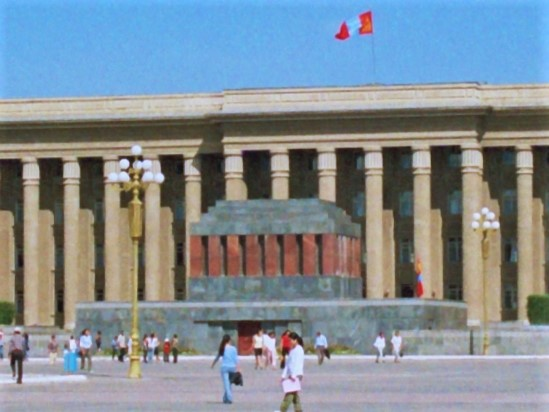
国家宫前的苏赫巴托尔墓

苏赫巴托尔墓是原在蒙古国首都乌兰巴托国家宫前的达木丁·苏赫巴托尔和乔巴山的墓。2005年被拆毁。

## 简介
苏赫巴托尔墓内原葬的达木丁·苏赫巴托尔是蒙古1921年革命的领袖；乔巴山是自1930年代末至1952年其逝世前蒙古人民共和国的领导人。苏赫巴托尔墓位于苏赫巴托尔广场北侧，国家宫门前。该建筑在乔巴山逝世后兴建，1954年建成并启用，2005年被拆毁以腾出空间使人瞻仰供奉成吉思汗雕像的大厅。该陵模仿了列宁墓的外观，但颜色不同。
达木丁·苏赫巴托尔1923年葬于阿尔坦-奥尔吉国家公墓。后来，其遗骨于1954年被挖掘出来，葬于乌兰巴托苏赫巴托尔广场新建的苏赫巴托尔墓中。1954年霍爾洛·喬巴山逝世前曾囑咐把自己的遺體送到蘇聯做防腐處理，再運回來同蘇赫巴托爾放在一起供人瞻仰。然而蒙古人民發現喬巴山遺體運回國以後就一直置於不透明的石棺裡，和應該已經腐爛的蘇赫巴托爾遺體一樣不公開展示。所以許多人猜測很可能這次的防腐處理並不成功。2005年该墓拆毁后，苏赫巴托尔和乔巴山的遗体被火化，骨灰在2005年在喇嘛的看护下葬于阿尔坦-奥尔吉国家公墓。